# East Caicos
L'île d’East Caicos (ou Caïcos de l’Est) est une île de l'archipel des Caïcos, dépendante du territoire des Îles Turques-et-Caïques.
L'île a une superficie de 90,6 km2 à marée haute, et de 182 km2 à marée basse.
L'île est inhabitée depuis le début du XXe siècle.